# Magnus Arvidsson (friidrottare)
Inte att förväxla med fotbollsspelaren Magnus Arvidsson eller ishockeyspelaren Magnus Arvedson eller någon av de båda journalisterna med samma namn
Jan Magnus Arvidsson född 20 februari 1983 är en svensk friidrottare (spjutkastare). 
Arvidsson tävlar för KA2 i Karlskrona. Han tränar i Växjö sedan hösten 2005 och tränas av förre spjutkastaren Dag Wennlunds dåtida tränare Jonas Mellblom.

## Karriär
2003 deltog Arvidsson vid U23-EM i Bydgoszcz, Polen men slogs ut i kvalet med 69,19.
Vid U23-EM i Erfurt, Tyskland år 2005 kom han på bronsplats med 76,15.
Han var med i den svenska truppen vid friidrotts-EM i Göteborg 2006 och slutade som 10. Vid en tävling i japanska Osaka den 5 maj 2007 kastade Arvidsson 85,75 vilket placerade honom som tvåa genom tiderna i Sverige efter Patrik Bodéns 89,10 . Han deltog även vid VM i Osaka 2007 där han blev tia i finalen på 81,98. Under 2007 års Grand Prix-tävlingar kvalificerade han sig till säsongens World Athletics Final där han kom på en tredjeplats med ett kast på 83,37.
Arvidsson deltog vid OS 2008 där han blev elva i finalen på resultatet 80,16.
Han belönades år 2009 med Stora grabbars och tjejers märke nummer 499.

## Resultatutveckling 2002 – 2009[15]
- 2000   50,99
- 2001   63,84
- 2002	69,60
- 2003   70,08
- 2004   73,98
- 2005	77,83
- 2006	81,75
- 2007	85,75
- 2008	83,28
- 2009	77,41

## Personliga rekord
- Kula – 13,19 (Karlskrona, 21 maj 2005)[15]
- Spjut – 85,75 (Osaka, Japan 5 maj 2007)[6][15]